# Previa
AB Previa är ett svenskt företag inom hälsobranschen med cirka 1100 anställda. Företaget ägs sedan 2014 av Falck Health Care Holding AB. Previa finns på 135 platser över hela Sverige. Huvudkontoret är beläget i Stockholm. De anställda är bland annat företagsläkare, företagssköterskor, psykologer, beteendevetare, fysioterapeuter/ergonomer, arbetsmiljöingenjörer, hälsoutvecklare och organisationskonsulter.  
Företagets VD heter Carina Reidler. Hon efterträdde Eeva Borg som gick i pension 1 december 2017.